# Estonia en los Juegos Paralímpicos de Pekín 2022
Estonia estuvo representada en los Juegos Paralímpicos de Pekín 2022 por cinco deportistas, tres hombres y dos mujeres. El equipo paralímpico estonio no obtuvo ninguna medalla en estos Juegos.